# Жаковка (Могилёвская область)
Жаковка (бел. Жакаўка) — деревня в составе Первомайского сельсовета Дрибинского района Могилёвской области Республики Беларусь.

## Население
- 1999 год — 28 человек
- 2010 год — 13 человек

## Знаменитые земляки
Суховаров Дмитрий Гаврилович - Герой Советского Союза.